# 内供奉十禅師
内供奉十禅師（ないぐぶじゅうぜんじ）とは、日本の僧官の一つ。内供、内供奉、十禅師などと略称される。看病禅師とも。宮中で天皇の安穏を祈ることを職務とし、天皇の看病などにあたるほか、正月の御斎会で読師となる。原則として地位は終身で、童子2人と供養米が支給される。僧綱との兼帯はできない（天台宗は例外）。

## 成立
前身の十禅師は、宝亀3年（772年）3月、持戒浄行や看病で名声のあった秀南、広達ら10名を任じたのが最初。当初は「内供奉」の称を冠しておらず、また、常時天皇に近侍して護持の任にあたっていたわけではなかった。「内供奉十禅師」がどの時点が成立したかは明らかでないが、唐の内供奉制に触発され、十禅師職に内供奉の性格と呼称が付帯するようになったと考えられている。国史における「内供奉十禅師」の初出は『日本後紀』弘仁3年（812年）12月2日条。なお、延暦24年（805年）8月11日条には「供奉師」を任ずる記事がある。

## 任用された人物
次のような著名な人物がいる
- 天台宗…最澄、光定、円仁、相応、円珍
- 真言宗…真済、真紹

内供奉十禅師に任用されたことが知られる人物は、圧倒的に天台僧に多いが、国史の任用記事には東大寺や大安寺の僧の任用も見える。必ずしも天台宗以外の任用が少なかったとは言い切れず、内供奉十禅師の任用では官省の施行符が発せられるのみで、本人に公験（証明書）を発給しないため、記録に残りにくいこと、地位が僧綱より低いため、開祖最澄が僧綱と対立して以来、長く僧綱任用の機会がなかった天台宗を除いては、経歴としてさほど重視されなかったことなどが記録の偏りを招いたと考えられる。

## 補注
1. ↑  名島潤慈「日本の古代と中世における宗教ならびに宗教者に関する用語」『教育実践総合センター研究紀要』第24巻、山口大学教育学部附属教育実践総合センター、2007年9月25日、170頁、CRID 1050564287404114944。
2. ↑  僧綱兼任の初例は、寛平2年（890年）に少僧都に任ぜられた円珍。
3. ↑  本郷真紹「内供奉十禅師の成立と天台宗」（『仏教史学研究』28、1985年）は、唐で内供奉僧順暁から受法した最澄の役割を重視。十禅師とは別に内供奉職がもともと存在し、のちに両者を統合して内供奉十禅師が成立したとする小山田和夫「内供奉十禅師考」（『立正史学』51、1982年）の説は否定されている。
4. ↑  たとえば、真紹が内供奉十禅師であったことが知られるのは、国史の任用記事や真紹の卒伝によってではなく、三千院所蔵『比叡山延暦寺真言法花宗第三法主慈覚大師伝』所収の官符に、円仁の内供奉十禅師補任が真紹の権律師補任にともなうものであると記されていることによる。